# Józef Kopczyński (rzeźbiarz)

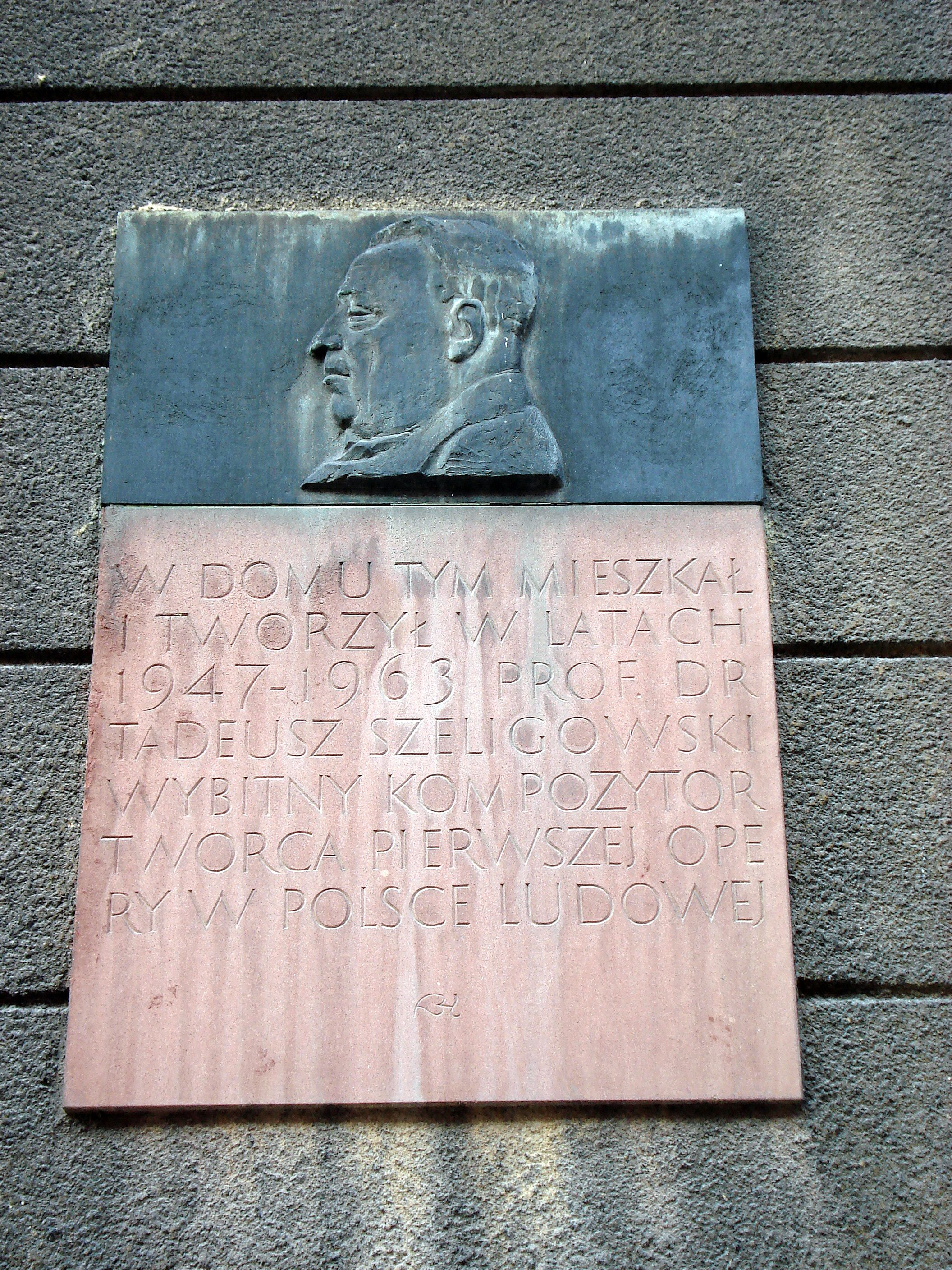
Tablica pamiątkowa Tadeusza Szeligowskiego przy ul. Chełmońskiego 22 w Poznaniu, 1966

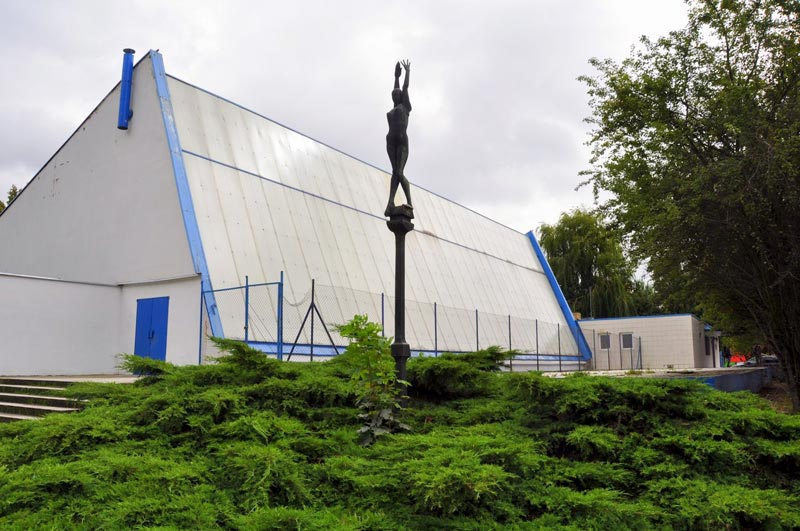
Rzeźba Pływaczka, pierwotnie ustawiona na os. Piastowskim w Poznaniu, skradziona w czerwcu 2016

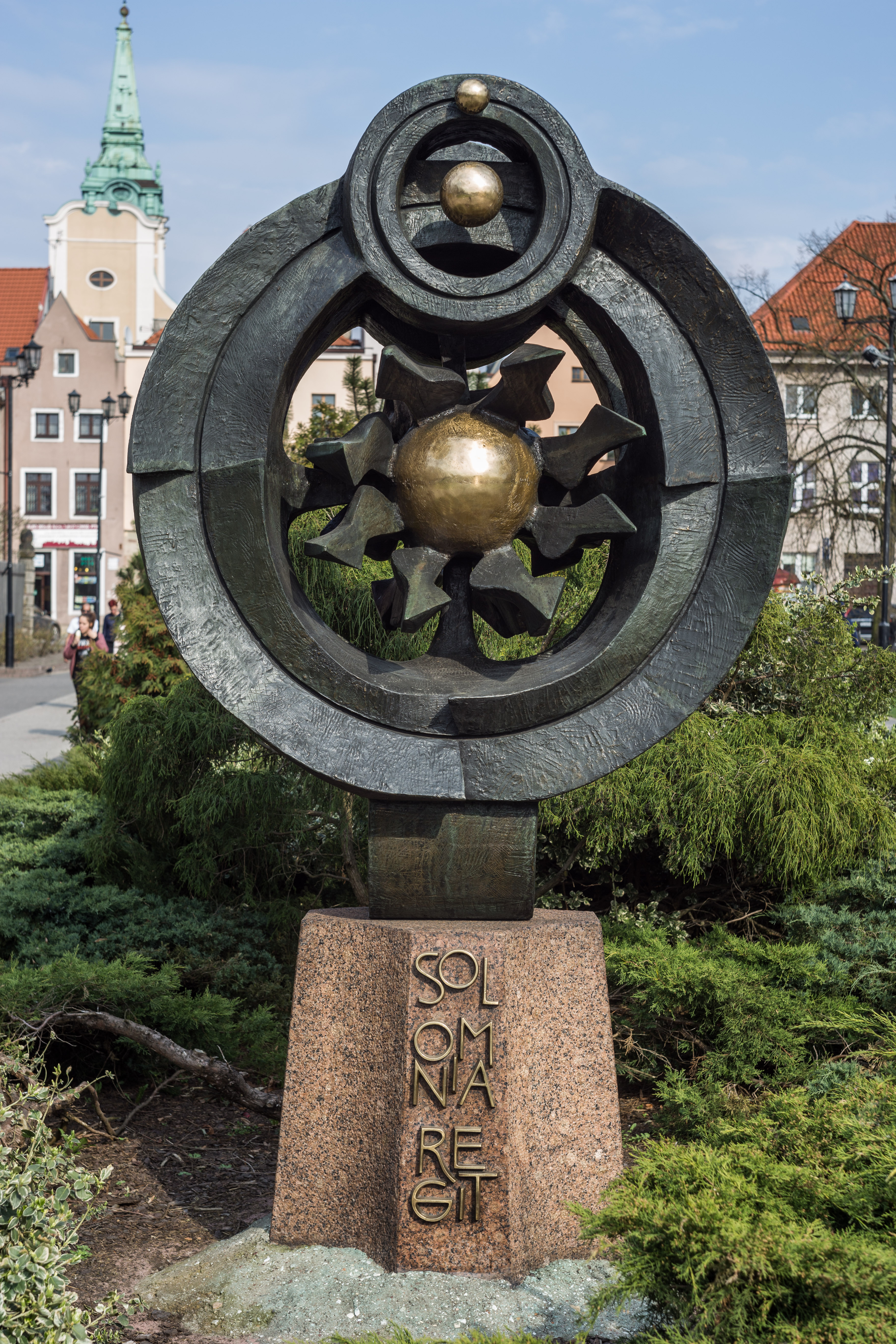
Pomnik „Helios”, upamiętniający 500 rocznicę urodzin Mikołaja Kopernika, na pl. Rapackiego w Toruniu

Józef Kopczyński (ur. 17 października 1930 w Żninie, zm. 24 maja 2006 w Poznaniu) – polski artysta rzeźbiarz, profesor nauk o sztukach pięknych. Wieloletni wykładowca Akademii Sztuk Pięknych w Poznaniu; profesor zwyczajny tej uczelni, gdzie kierował Pracownią Medalierstwa i Drobnych Form Rzeźbiarskich.

## Życiorys

### Wykształcenie i kariera akademicka
Po ukończeniu Gimnazjum im. Braci Śniadeckich w Żninie, rozpoczął studia na Wydziale Rzeźby Państwowej Wyższej Szkoły Sztuk Plastycznych w Poznaniu, na której już w 1955 został zatrudniony na stanowisku asystenta. Był uczniem Jacka Pugeta. Dyplom uzyskał w 1956 w pracowni profesora Bazylego Wojtowicza. Był zatrudniony na Wydziale Grafiki, Malarstwa i Rzeźby, gdzie od 1963 kierował Pracownią Medalierstwa i Drobnych Form Rzeźbiarskich w II Katedrze Rzeźby, a od 1976 pełnił funkcję prodziekana wydziału. W latach 1963–1970 pracował na stanowisku wykładowcy, zaś w 1970 został mianowany docentem. W 1982 otrzymał tytuł naukowy profesora nauk o sztukach pięknych, a w 1995 został profesorem zwyczajnym macierzystej uczelni.

### Twórczość
W 1970 w Galerii Miejskiej Arsenał otwarta została jego pierwsza indywidualna wystawa rzeźby, medalierstwa i grafiki. Jego prace trafiły do wielu zagranicznych galerii i muzeów m.in. w Sztokholmie, Helsinkach, Madrycie, Londynie i Getyndze.

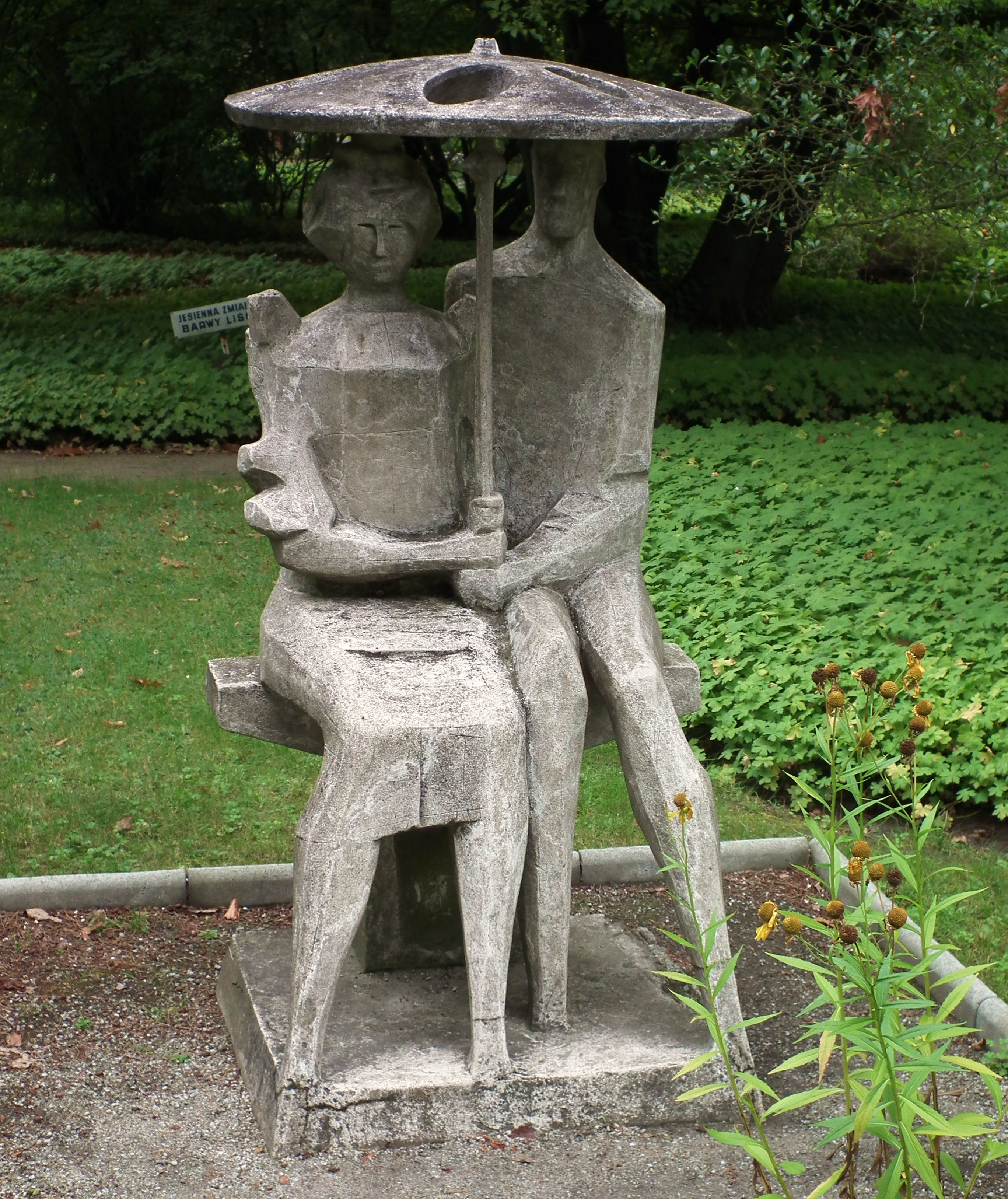
Para pod parasolem (1967/1968), Ogród Botaniczny UAM w Poznaniu

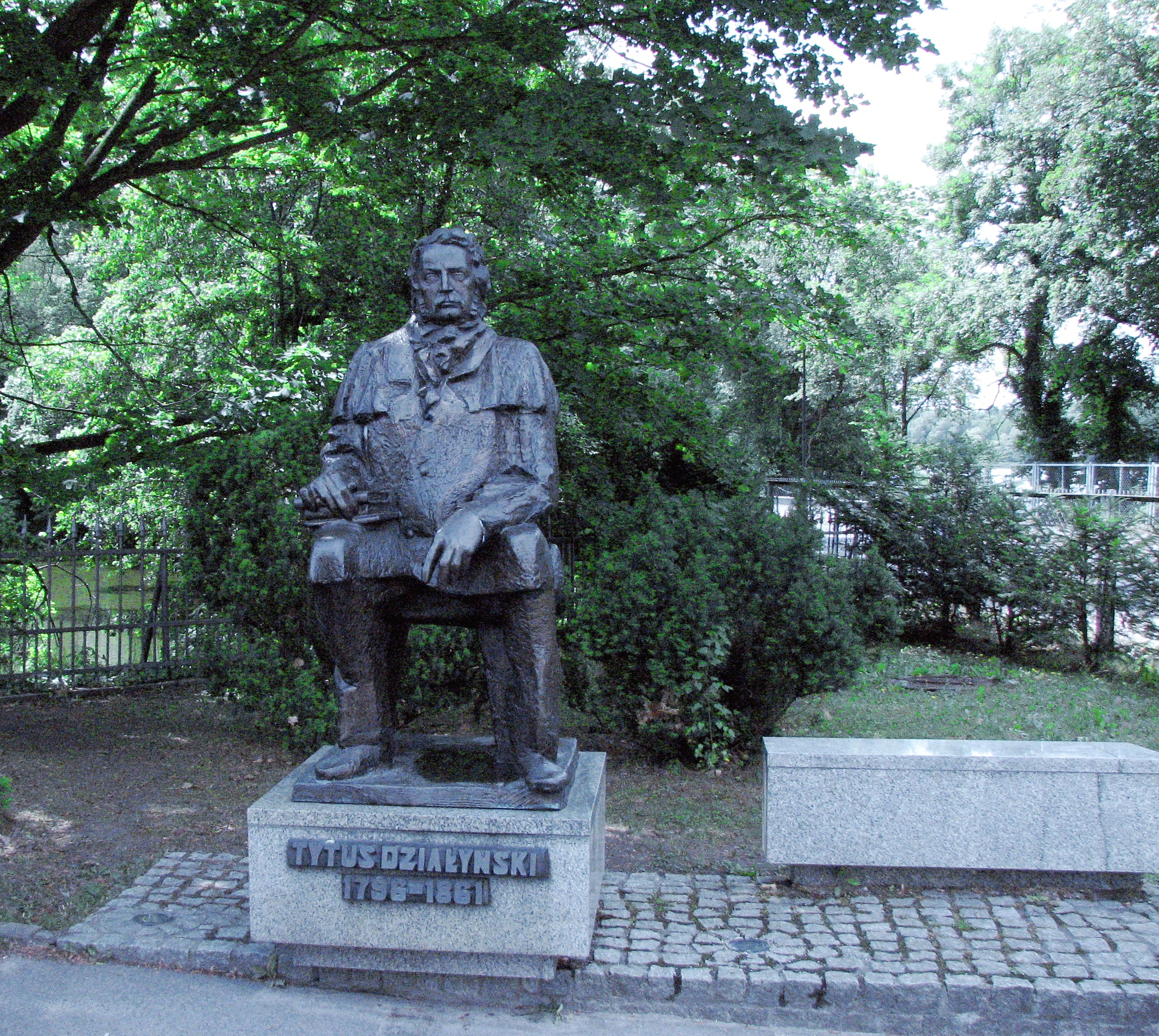
Rzeźba Tytusa Działyńskiego w Kórniku (2000)

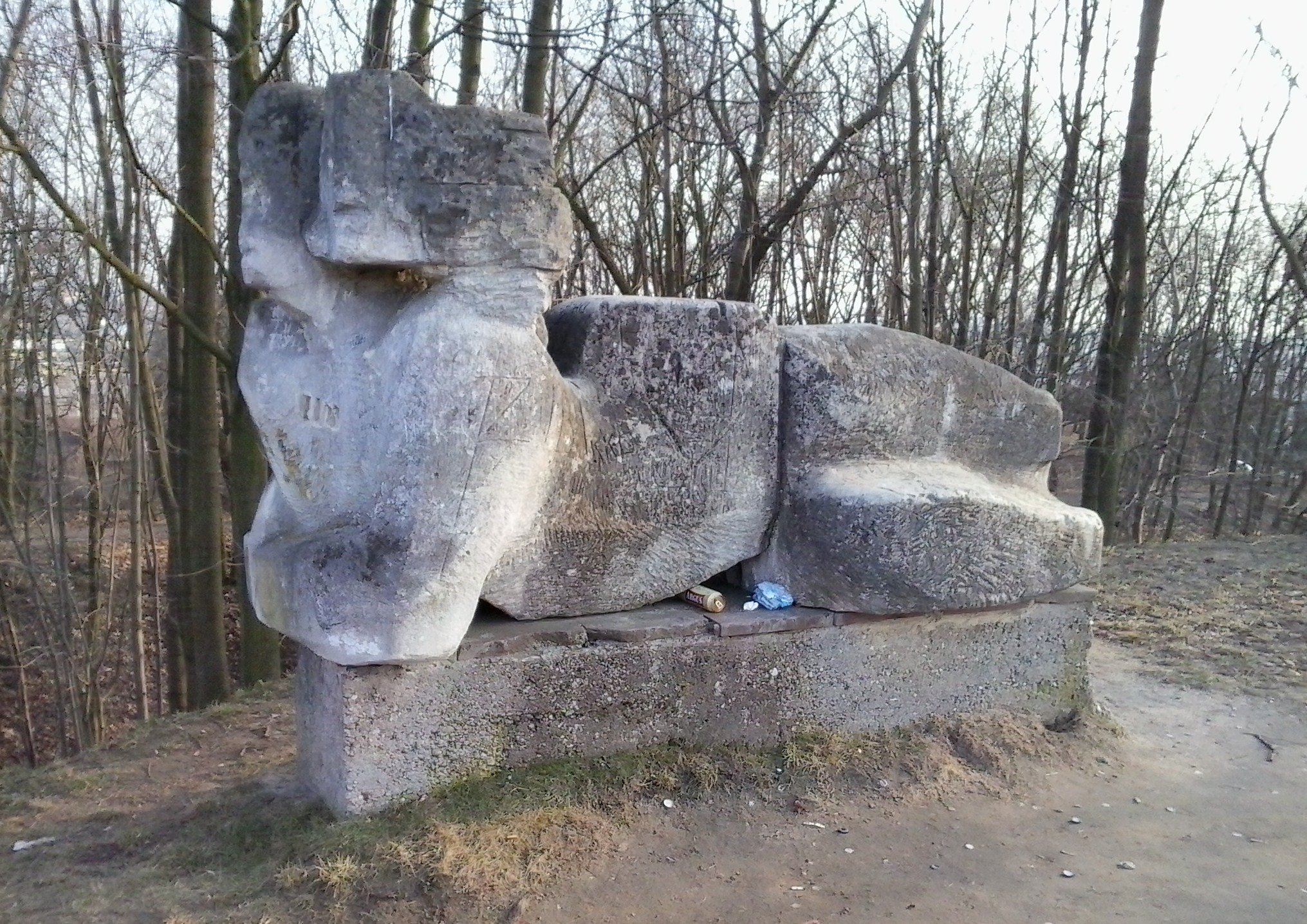
Maszkarony (1970), Park Cytadela

Do ważniejszych dzieł Kopczyńskiego z dziedziny plastyki plenerowej i pomnikowej zalicza się: „Helios” na pl. Rapackiego w Toruniu (1973), pomnik Mieszka I i Bolesława Chrobrego na dziedzińcu Muzeum Początków Państwa Polskiego w Gnieźnie (1975), pomnik Powstańców Wielkopolskich w Skalmierzycach (1978), obelisk w Pile (1961), fontannę (Kaskada) w Parku Karola Marcinkowskiego (1962), rzeźbę parkową w Ogrodzie Botanicznym UAM (1968), rzeźbę w amfiteatrze na poznańskiej Cytadeli (1970), pomnik Jana Śniadeckiego (1963) i pomnik Walki i Męczeństwa (1969) w Żninie, a także rzeźbę Tytusa Działyńskiego w Kórniku (1995–2000).
W dziedzinie sztuki sakralnej do osiągnięć zalicza się figurę Chrystusa w kościele franciszkanów w Koszalinie, figurę św. Jadwigi na Osiedlu Kwiatowym (dawne Osiedle Plewiska) w Poznaniu oraz ołtarz w kościele dominikanów w Poznaniu. Kopczyński był autorem tablic pamiątkowych, m.in. Tadeusza Szeligowskiego w Poznaniu, Henryka Wieniawskiego w Wiedniu, Stefana Batorego w Nyirbator, a także szeregu plakiet oraz medali pamiątkowych i okolicznościowych, związanych z Poznaniem i Wielkopolską. Jego prace znajdują się w zbiorach muzealnych w Poznaniu, Bydgoszczy, Toruniu i we Wrocławiu.

### Nagrody i wyróżnienia
Kopczyński był laureatem Nagrody Ministra Kultury i Sztuki II stopnia za całokształt działalności artystycznej (1977). W latach 1965 i 1974 otrzymał Nagrodę Miasta Poznania i Województwa Poznańskiego, zaś w 2001 Nagrodę Artystyczną Miasta Poznania. Był laureatem I nagród w konkursach na pomniki Juliusza Słowackiego w Warszawie (1961) i króla Przemysła I w Poznaniu (1968). Otrzymał również Złoty Medal w IV Konkursie na Grafikę i Rysunek im. Jana Wronieckiego (1971). Wraz z grupą współpracowników otrzymał także III nagrodę w konkursie na projekt pomnika Mikołaja Kopernika we Fromborku (1971), oraz wyróżnienie w konkursie na projekt pomnika Fryderyka Chopina w Londynie (1973).

### Życie prywatne i upamiętnienie
Był synem Józefa Kopczyńskiego, kupca zbożowego i Bronisławy Nyki. Podczas II wojny światowej został wraz z rodziną wysiedlony do Nowego Targu. W 1949 zamieszkał w Poznaniu.
Od 1964 był żonaty z Pelagią Wojewodą (1931-2025), rzeźbiarką, wykładowczynią Studium Rzeźby na Wydziale Architektury Politechniki Gdańskiej. Także córka, Małgorzata Kopczyńska, zięć, Tomasz Matusewicz i syn, Paweł Kopczyński są artystami plastykami.
Został pochowany w Alei Zasłużonych cmentarza na Miłostowie w Poznaniu. W 2007 zorganizowany został studencki konkurs małej formy rzeźbiarskiej im. Józefa Kopczyńskiego. Od 2009 konkurs przyjął formułę międzynarodowego biennale.

W 2022 miał premierę film dokumentalny pt. Pomnik w reżyserii Pawła Bartkowiaka, poświęcony historii powstania monumentalnego pomnika Bolesława Chrobrego i Mieszka I w Gnieźnie.

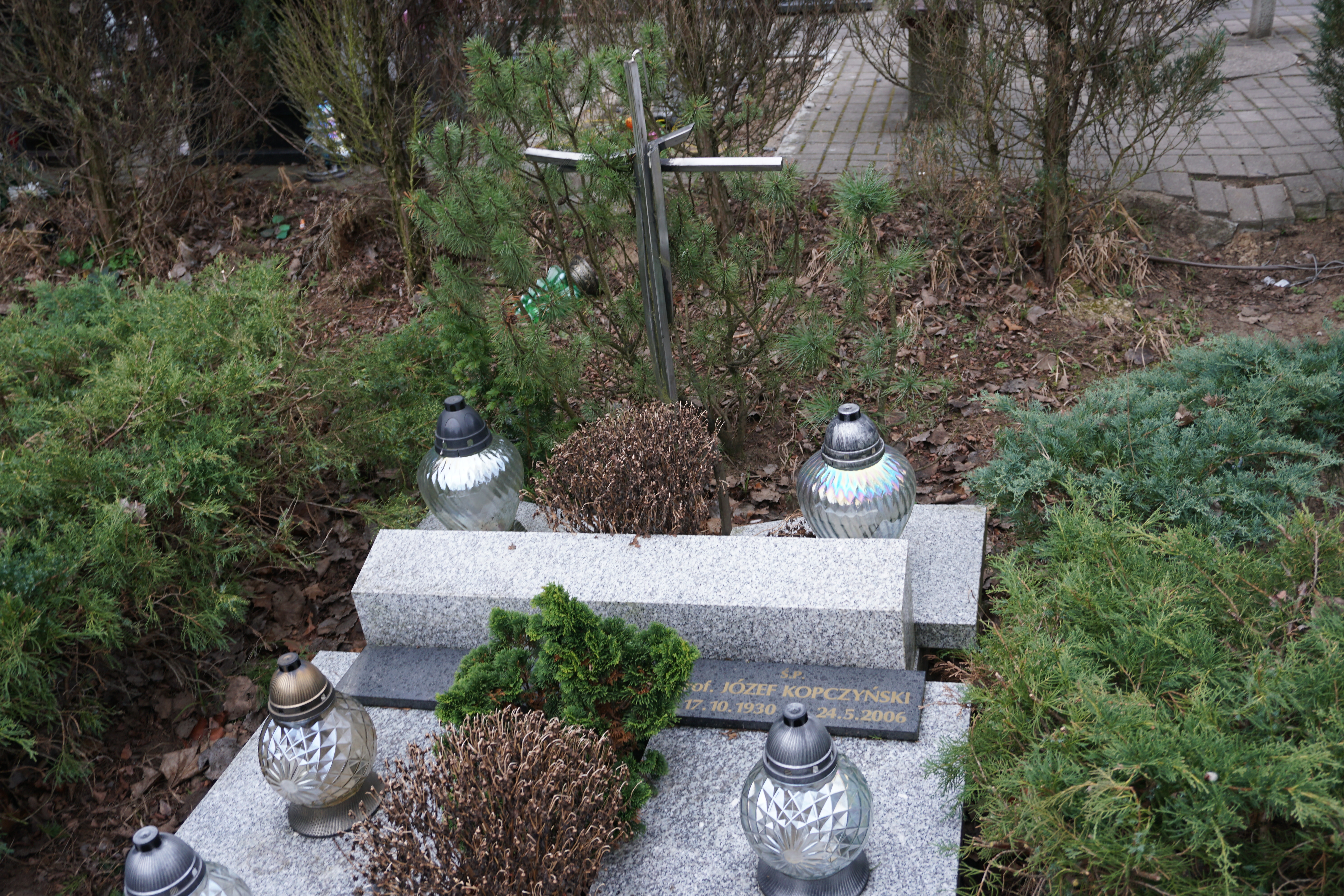
Grób Józefa Kopczyńskiego na cmentarzu Miłostowo